# Cetaganda
Cetaganda (titre original : (en) Cetaganda) est un roman de science-fiction de l'écrivain américain Lois McMaster Bujold, paru en 1996. Il fait partie de la Saga Vorkosigan dont il constitue le septième volet suivant l'ordre chronologique de l'univers de la Saga Vorkosigan.
Les éditions J'ai lu ont réédité l'ensemble des œuvres de la saga Vorkosigan en intégrale dans des traductions révisées. Le titre français du roman Cetaganda n'a pas changé à sa réédition en 2013.

## Résumé
Miles Vorkosigan et son cousin Ivan sont envoyés en mission diplomatique sur la planète Cetaganda. Ils doivent assister aux obsèques de l'impératrice douairière Lisbet Degtiar et y représenter leur planète, Barrayar. Mais dès leur arrivée, ils se trouvent mêlés involontairement aux échos d'une trahison initiée par l'impératrice. Ses fidèles tentent tant bien que mal de parachever sa vision, mais l'accomplissement du plan de la défunte Lisbet aurait pour conséquence probable l'éclatement de l'empire cétagandan, voisin de Barrayar, en huit composantes, toutes agressivement expansionnistes. Miles ne pouvant permettre cela se retrouve à tenter d'empêcher l'éclatement de l'empire cétagandan pour éviter que Barrayar (choisi comme bouc émissaire par l'un des conjurés) n'en soit rendu responsable.

## Style
Fondamentalement, Cetaganda peut être vu comme un policier (un crime a été commis, il faut en trouver le responsable), à ceci près que Lois McMaster Bujold utilise les possibilités de la science-fiction comme éléments d'intrigue.

## Éditions
- Cetaganda, Baen Books, 1996
- Cetaganda, J'ai lu, Coll. « Science-Fiction », no 4891, 1998, traduction de Bernadette Emerich et Alfred Ramani  (ISBN 2-290-04891-7)
- Cetaganda, J'ai lu, Coll. « Science-Fiction », no 4891, 2000, traduction de Bernadette Emerich et Alfred Ramani  (ISBN 2-290-04891-7)
- Cetaganda, J'ai lu, Coll. « Science-Fiction », no 4891, 2005, traduction de Bernadette Emerich et Alfred Ramani  (ISBN 2-290-35257-8)
- Cetaganda, in recueil La Saga Vorkosigan : Intégrale - 3, J'ai lu, Coll. « Nouveaux Millénaires », 2013, traduction de Bernadette Emerich et Alfred Ramani révisée par Sandy Julien  (ISBN 978-2290029237)